# 许树强
许树强（1963年—），汉族，中华人民共和国政治人物、第十一届全国政协委员。
加入中国共产党，担任中日友好医院院长、党委副书记。2008年，当选第十一届全国政协委员，代表中华全国青年联合会，分入第十六组。并担任教科文卫体委员会专委。